# Ghiacciaio Balchen
Il ghiacciaio Balchen (in inglese Balchen Glacier) è un ghiacciaio ricco di crepacci situato sulla costa di Ruppert, nella parte occidentale della Terra di Marie Byrd, in Antartide. Il ghiacciaio, il cui punto più alto si trova a circa 300 m s.l.m., fluisce in direzione ovest scorrendo tra le montagne di Fosdick, a sud, e le montagne di Phillips, a nord, fino ad entrare nella baia di Block, poco a nord del ghiacciaio Ragle.

## Storia
Il ghiacciaio Balchen è stato scoperto il 5 dicembre 1929 durante la prima spedizione antartica comandata dall'ammiraglio Richard Evelyn Byrd ed è stato poi così battezzato dallo stesso Byrd in onore di Bernt Balchen, capo pilota della spedizione.